# Miguel Ángel Cadenas Cardo
Miguel Ángel Cadenas Cardo OSA (* 21. Oktober 1965 in Laguna de Negrillos, Provinz León, Spanien) ist ein spanischer römisch-katholischer Ordensgeistlicher und Apostolischer Vikar von Iquitos.

## Leben
Miguel Ángel Cadenas Cardo trat dem Augustinerorden bei und studierte am ordenseigenen Studieninstitut in Valladolid. Am 5. Mai 1991 legte er die ewige Profess ab und empfing am 27. November 1993 durch den Apostolischen Vikar von Iquitos, Julián García Centeno OSA, das Sakrament der Priesterweihe.
Nach der Priesterweihe war er vor allem in der Pfarrseelsorge in Spanien (in Móstoles) und seit 1994 Peru tätig. Von 2002 bis 2003 war er in der Priesterausbildung am Augustinerseminar in Trujillo eingesetzt. Vor seiner Ernennung zum Apostolischen Vikar war er Pfarrer der Pfarreien Santa Rita de Casia in Castilla am Río Marañón, San Felipe y Santiago in Nauta und La Inmaculada Concepción in Punchana bei Iquitos, zudem Regionalsuperior der Augustiner in Iquitos und mit der Fusion der drei peruanischen Ordensprovinzen beauftragt.
Am 15. Mai 2021 ernannte ihn Papst Franziskus zum Apostolischen Vikar von Iquitos. Der emeritierte Apostolische Vikar von Iquitos, Julián García Centeno OSA, spendete ihm am 18. Juli desselben Jahres in der Kathedrale von Iquitos die Bischofsweihe. Mitkonsekratoren waren der Bischof von Chiclayo, Robert F. Prevost OSA, und der Apostolische Vikar von Pucallpa, Augusto Martín Quijano Rodríguez SDB. Er ist der erste Bischof, der in Iquitos geweiht wurde; seine Vorgänger waren in ihrer spanischen Heimat geweiht worden.